# Barak (budowla)

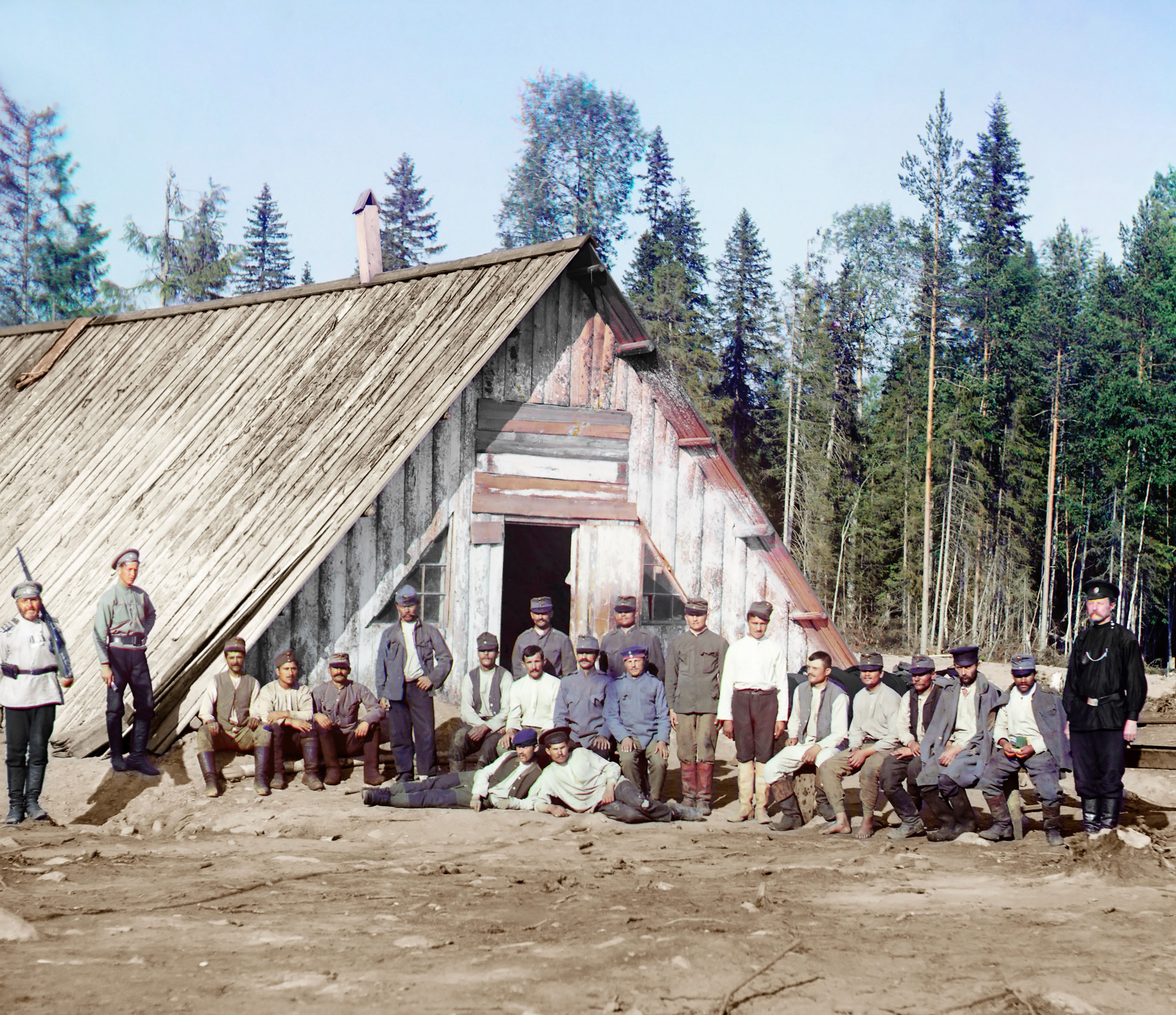
Barak dla jeńców austro-węgierskich w Rosji w okresie I wojny światowej

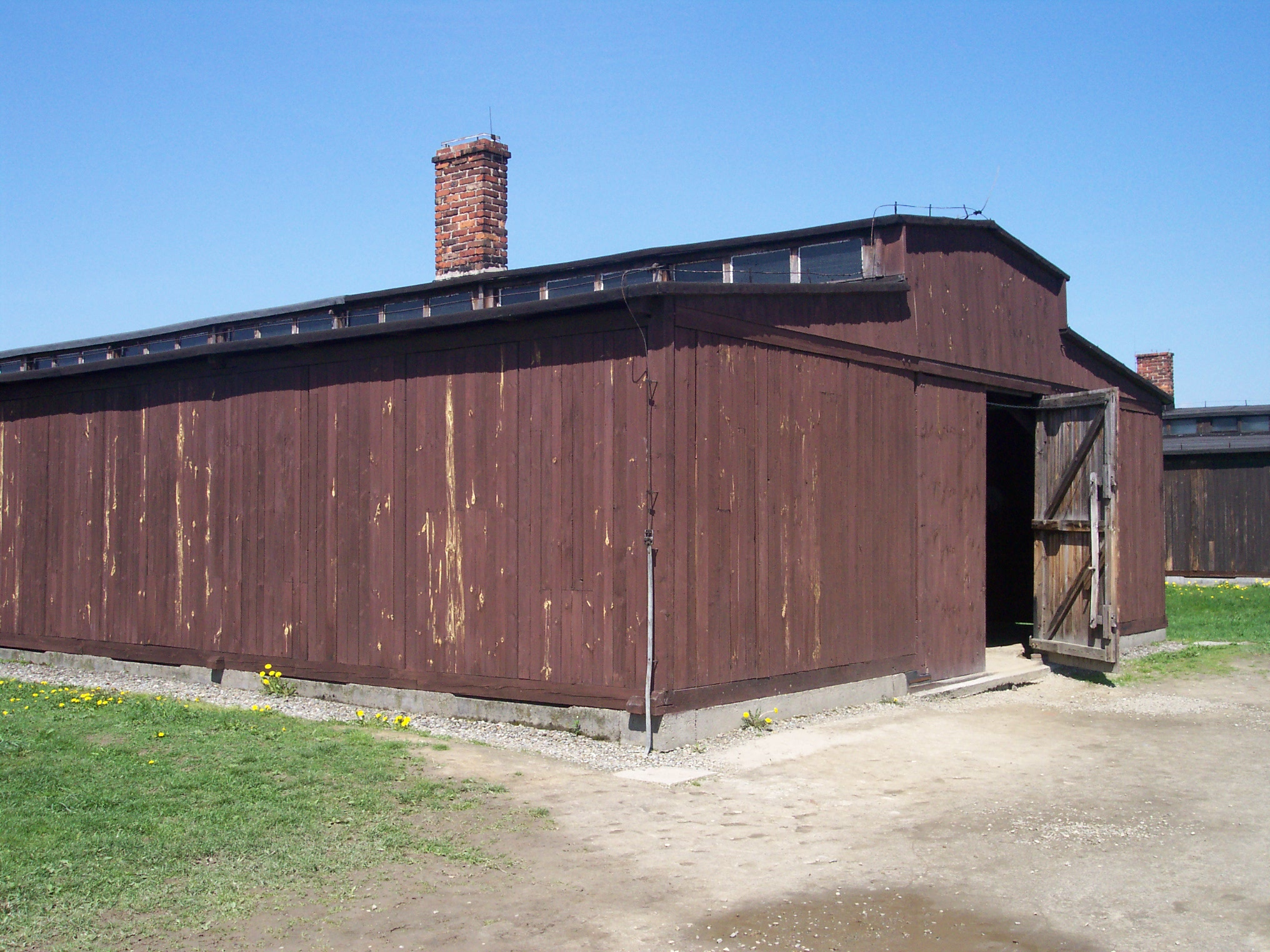
Barak w niemieckim nazistowskim obozie Auschwitz II

Barak (fr. baraque, z hiszp. barro = glina) – tymczasowy obiekt budowlany służący za pomieszczenie mieszkalne lub socjalno-bytowe dla ludzi.
Przykładowo baraki wznosi się dla żołnierzy, robotników, jeńców, uchodźców, robotników przymusowych oraz osób, które utraciły mieszkanie w wyniku klęsk żywiołowych, wojen itp. Formę baraków przyjmują zazwyczaj również biura kierownictwa budowy, przeznaczone do rozbiórki po zakończeniu procesu inwestycyjnego. Niekiedy mianem baraków określa się również parterowe obiekty połączone trwale z gruntem i przeznaczone na dłuższy okres użytkowania, jednak niesprawiające wrażenia trwałości.
W krajach trzeciego świata, a niejednokrotnie w krajach rozwiniętych, baraki stanowią stałe mieszkania w dzielnicach biedoty – slumsach i fawelach.

## Sytuacja prawna
W Polsce zgodnie z ustawą Prawo budowlane do wzniesienia baraku, który zostanie usunięty lub przeniesiony przed upływem 120 dni od rozpoczęcia budowy, nie jest wymaganie pozwolenie na budowę, lecz jedynie zgłoszenie. Nie dotyczy to konstrukcji, które mogą znacząco oddziaływać na środowisko.
W Niemczech baraki mają status tymczasowych obiektów budowlanych (Fliegende Bauten, dosł. budynki fruwające). Konieczność uzyskania pozwolenia na budowę jest uzależniona od przepisów budowlanych danego kraju związkowego. Zazwyczaj pozwolenie takie jest obowiązkowe, a wyjątkiem są obiekty związane z urządzeniem budowy oraz takie, które nie są odwiedzane przez osoby obce.

## Konstrukcja baraków
Baraki mają prostą konstrukcję, najczęściej szkieletową, obecnie zazwyczaj prefabrykowaną. Poszycie buduje się np. z blachy falistej, drewna i płyt wiórowych, zaś dachy współcześnie kryje się papą. Baraki zazwyczaj są jednokondygnacyjne i w bardzo ograniczonym zakresie zaizolowane termicznie. Ponadto w roli baraków stosuje się specjalnie przystosowane kontenery o unormowanych wymiarach, umożliwiające transport w całości.

### Barakowóz

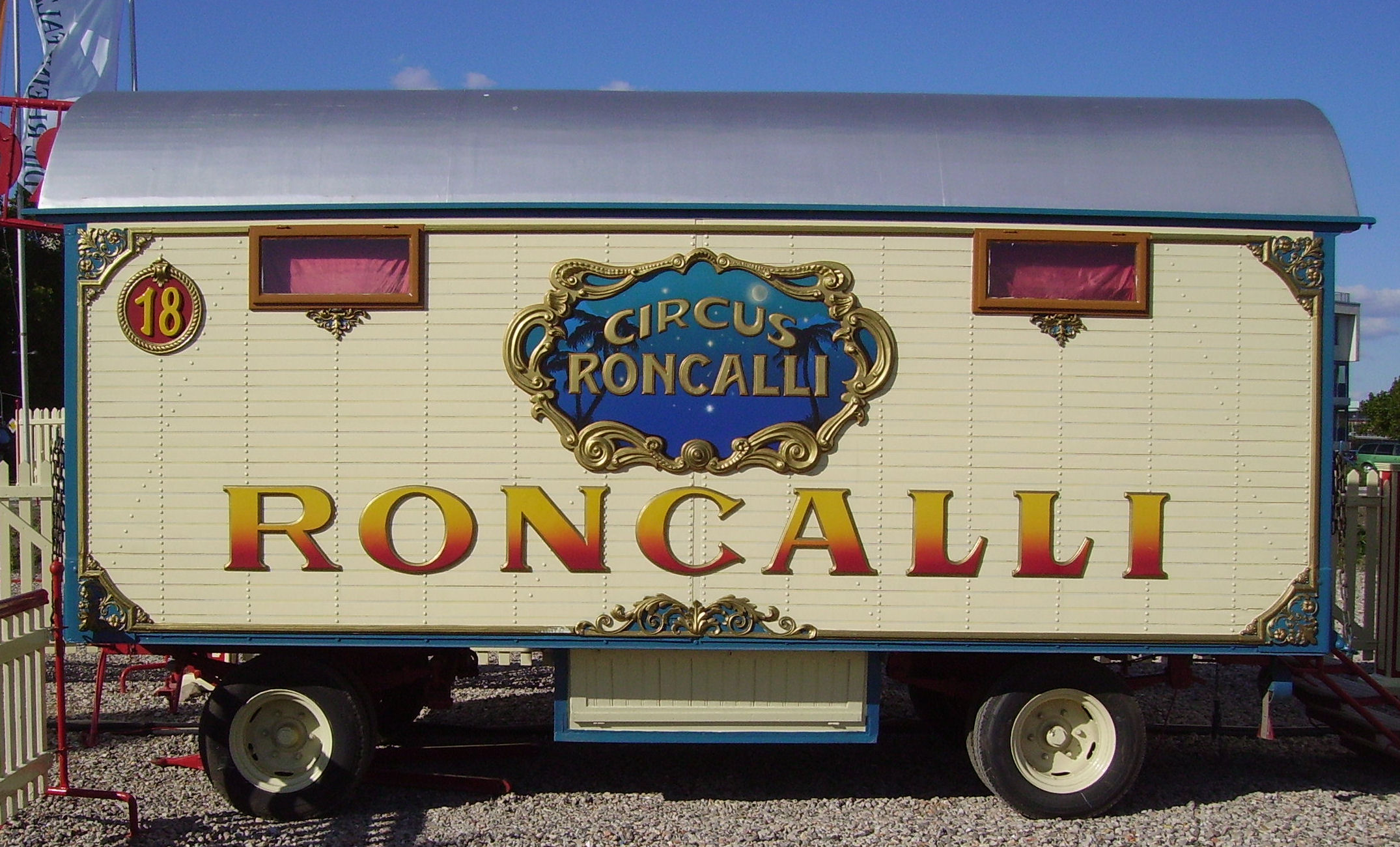
Barakowóz cyrkowy

Pełniące funkcje baraków przyczepy czy też baraki na podwoziu kołowym określa się mianem barakowozów. Ich zaletą jest łatwość przewozu i ustawiania.